# 本斗安別線
本斗安別線（ほんとあんべつせん）は、かつて樺太に存在した樺太庁道であり、本斗郡本斗町から名好郡西柵丹村の安別を結んでいた。

## 概要
- 総延長 420.2km
- 幅員 最大5.5m、最狭3.6m
- 樺太の西海岸の町村を結ぶ、樺太の主要道路であった。

## 経由地
- 真岡支庁
  - 本斗郡本斗町 - 真岡郡広地村 - 真岡町―小能登呂村 - 蘭泊村 - 野田町 - 泊居郡泊居町 - 名寄村 - 久春内村
- 恵須取支庁
  - 恵須取郡珍内町 - 鵜城村 - 恵須取町 - 塔路町 - 名好郡名好町 - 西柵丹村

## 接続道路
- 真岡支庁
  - 本斗郡本斗町
    - 本斗西能登呂岬線
    - 大豊遠節線

  - 真岡郡真岡町
    - 豊原真岡線

  - 真岡郡蘭泊村
    - 留多加蘭泊線

  - 真岡郡野田町
    - 落合野田線

  - 泊居郡久春内村
    - 真縫久春内線
- 恵須取支庁
  - 恵須取郡珍内町
    - 恵須取来知志線

  - 恵須取郡恵須取町
    - 内路恵須取線
    - 恵須取来知志線